# Такэруфудзи Микия
Такэруфудзи Микия (яп. 尊富士 弥輝也, настоящее имя: Микия Исиока, яп. 石岡 弥輝也) — японский профессиональный сумоист из префектуры Аомори. Воспитанник школы сумо Исэгахама. Высший ранг — маэгасира #6.

## Карьера в сумо
Дебютировав в высшем дивизионе (макуути) на мартовском турнире 2024 года, Такэруфудзи завоевал Кубок императора, став первым с 1914 года борцом, выигравшим свой дебютный турнир в высшем дивизионе. Ему удалось завоевать Кубок императора всего через полтора года после начала борцовской карьеры, на своём девятом турнире (учитывая все дивизионы) — это рекорд современной эпохи сумо, начавшейся с 1958 года, когда стали проводиться шесть турниров в год. Кроме того, на том же турнире ему были присуждены все три специальных приза (сан-сё) — это лишь шестой такой случай в истории сумо (и третий — когда обладатель всех трёх призов одновременно выигрывает турнир; ранее такого результата добились Такаханада в январе 1992 года и Дэдзима в июле 1999).
Однако уже следующий турнир после победы Такэруфудзи пришлось пропустить из-за травмы лодыжки. Из-за этого сложилась уникальная в своем роде ситуация, при которой, несмотря на рекордную победу на мартовском турнире и три сэн-сё Такэруфудзи был понижен обратно в дивизион дзюрё. К июлю 2024 года ситуация с травмами у Такэруфудзи не стала легче — существовал риск того, что спортсмен может и вовсе утратить элитный статус сэкитори (борца двух высших дивизионов профессионального сумо). Для того, чтобы удержаться в дзюрё, ему необходимо было одержать две победы. В итоге, пропустив семь первых дней турнира, Такэруфудзи все же вышел на Нагоя басё, одержал победы в восьмой и девятый день, после чего снова снялся, закрепив за собой место в дивизионе.
Полноценно восстановившись после травмы, Такэруфудзи выиграл свой второй чемпионат в дивизионе дзюрё в сентябре 2024 года, показав статистику 13-2, заслужив к ноябрю возвращение в высшую лигу макуути.
К маю 2025 года был поставлен на позицию маэгасиры #4 востока. На майском турнире впервые в высшем дивизионе зафиксировал макэкоси (статистику с преобладанием поражений).

## Результаты
| Год в сумо | Январь Хацу басё, Токио   | Март Хару басё, Осака          | Май Нацу басё, Токио                               | Июль Нагоя басё, Нагоя     | Сентябрь Аки басё, Токио | Ноябрь Кюсю басё, Фукуока |
| --- | ------------------------- | ------------------------------ | -------------------------------------------------- | -------------------------- | ------------------------ | ------------------------- |
| 2022 | x                         | x                              | x                                                  | x                          | (Маэдзумо)               | Дзёнокути #15 запада 7–0  |
| 2023 | Дзёнидан #11 востока 7–0  | Сандаммэ #19 запада 6–1        | Макусита #41 востока 6–1                           | Макусита #17 востока 6–1   | Макусита #6 востока 5–2  | Макусита #1 запада 6–1    |
| 2024 | Дзюрё #10 востока 13–2    | Маэгасира #17 востока 13–2 ВДТ | Маэгасира #6 востока Пропустил из-за травмы 0–0–15 | Дзюрё #2 востока 2–1–12    | Дзюрё #11 запада 13–2    | Маэгасира #16 запада 10–5 |
| 2025 | Маэгасира #11 запада 10–5 | Маэгасира #6 запада 9–6        | Маэгасира #4 востока 6–9                           | Маэгасира #6 востока 5–8–2 | Ещё не состоялся         | Ещё не состоялся          |
| Результат приведен как победил-проиграл-снялся Победа Малый кубок Отставка Не выступал в макуути Специальные призы: Д=За боевой дух (Канто-сё); В=За выдающееся выступление (Сюкун-сё); Т=За техническое совершество (Гино-сё) Ещё показаны: ★=Кимбоси; P=Участие в дополнительном финале Лиги: Макуути — Дзюрё — Макусита — Сандаммэ — Дзёнидан — Дзёнокути Ранги макуути: Ёкодзуна — Одзэки — Сэкивакэ — Комусуби — Маэгасира |                           |                                |                                                    |                            |                          |                           |